# 둥칸 스테와르트
둥칸 안토니오 스테와르트 아겔(Duncan Antonio Stewart Agell, 1833년 ~ 1923년)은 우루과이의 정치인이다. 소속 정당은 콜로라도당이다. 1894년 우루과이의 대행 대통령을 역임했다.

## 같이 보기
- 적색당 (우루과이)